# Vetle Sjåstad Christiansen
Vetle Sjåstad Christiansen (n. 12 mai 1992, Geilo, Buskerud, Norvegia) este un biatlonist ce a reprezentat Norvegia, medaliat olimpic. A participat la o ediție a Jocurilor Olimpice (2022) în care a câștigat o medalie de aur și o medalie de bronz.